# Gomgombiro
Gomgombiro ou Gombombiro est une localité du département de Iolonioro, dans la province du Bougouriba (région du Sud-Ouest) au Burkina Faso. En 2006, cette localité comptait 300 habitants dont 55% de femmes.

## Histoire
Un site d’or artisanal est frappé par une explosion accidentelle le 21 février 2022, provoquant la mort d'au moins 55 personnes.